# Gnidia cuneata
Gnidia cuneata är en tibastväxtart som beskrevs av Carl Daniel Friedrich Meisner. Gnidia cuneata ingår i släktet Gnidia och familjen tibastväxter. Inga underarter finns listade i Catalogue of Life.